# Jo vaig disparar a l'Andy Warhol
Jo vaig disparar a l'Andy Warhol (títol original: I Shot Andy Warhol) és una pel·lícula britànico- estatunidenca, dirigida per Mary Harron, estrenada l'any 1996. Ha estat doblada al català.

## Argument
Reconstitució de la vida de Valerie Solanas, militant feminista americana, que va intentar matar Andy Warhol després que aquest va rebutjar un dels seus guions.

## Repartiment
- Lili Taylor: Valerie Jean Solanas
- Jared Harris: Andy Warhol
- Martha Plimpton: Stevie
- Lothaire Bluteau: Maurici Girodias
- Anna Levine: Iris
- Peter Friedman: Alan Burke
- Tahnee Welch: Viva
- Jamie Harrold: Jackie Curtis
- Donovan Leitch, Jr.: Gerard Malanga
- Michael Imperioli: Ondine
- Reg Rogers: Paul Morrisey
- Jill Hennessy: Laura
- Myriam Cyr: Ultra Violeta
- Stephen Dorff: Candy Darling
- Anh Duong: Comtessa de Courcy
- Mark Margolis: Louis Solanas
- Gabriel Mann: noi guapo
- John Ventimiglia: John
- Justin Theroux: Mark
- Eric Mabius: Revolucionari
- Isabel Gillies: Alison

## Rebuda
Premis
- 1996: Premis Independent Spirit: Nominada a Millor òpera prima
- 1996: Festival de Sundance: Premi a Lily Taylor (Reconeixement especial a la seva interpretació)

Crítica
- "Per a curiosos i nostàlgics de l'època de Warhol"[3]